# Invorio
Invorio är en ort och kommun i provinsen Novara i regionen Piemonte i Italien. Kommunen hade 4 394 invånare (2018).